# Tuya (película de 2015)
Tuya es una película argentina dramática de 2015 escrita (adaptación del libro homónimo de Claudia Piñeiro) y dirigida por Edgardo González Amer. El elenco está compuesto por Andrea Pietra, Jorge Marrale, Juana Viale, Ana Celentano, Malena Sánchez. La película hizo su aparición en cartelera el 2 de abril del mismo año. A pesar de tratarse de una adaptación, la cinta no atrajo a una gran cantidad de espectadores como se esperaba, contabilizando poco más de 50.000 personas.

## Sinopsis
Inés Pereyra descubre que Ernesto, su marido, tiene una amante, su secretaria Alicia. A partir de la muerte de esta última, ella comienza una investigación y descubre secretos de la vida de su esposo que empiezan a derrumbar esa imagen de familia perfecta armada para los demás.
El libro se divide en dos partes entre las que transcurren cinco meses. En ambas se despliegan una serie de narradores y de voces que ofrecen diferentes puntos de vista, los cuales le permiten al lector completar el mapa de los hechos y, especialmente, sacar sus propias conclusiones.
Inés narra en primera persona, y en estos capítulos queda definido su carácter y su manera de pensar: está dispuesta a todo para salvar las apariencias de la familia feliz; es manipuladora, al punto de haber quedado embarazada para obligar a Ernesto a casarse con ella, aunque también él la manipula valiéndose de su deseo de tener un hombre que la mantenga; se siente por momentos la “madre” de su marido, la que le organiza y ordena su vida; no se ocupa demasiado de su hija e incluso la ve como competidora frente a la atención del padre; es precavida y calculadora ya que, por las dudas, abre una cuenta secreta en un banco para guardar su plata; es negadora y según ella solo busca siempre el lado positivo de las cosas, lo que la lleva a minimizar la infidelidad y a justificarla en un comienzo.
Además de estos capítulos contados desde la propia protagonista, hay otros que son solo diálogos: son aquellos dedicados a Lali, la hija del matrimonio. Ella está embarazada, sus padres no lo saben, y lo peor, ni lo sospechan. En estos fragmentos la voz de la adolescente evidencia cuáles son sus conflictos: la mala relación con sus padres, especialmente con la madre; el desprecio que siente por la actitud hipócrita de ambos; la falta de información acerca de su propio embarazo y el abandono del novio. La ausencia total del narrador, además, colabora para que nada interfiera en el espacio único en que Lali puede expresarse libremente. Estos capítulos contrastan con la imagen que Inés y Ernesto nos dan de su hija.
En otros capítulos, aparece una tercera persona que adquiere dos variantes: testigo u omnisciente. La primera es la voz objetiva de los investigadores del caso, y se basa solo en las pruebas encontradas en la indagación a partir de la aparición del cuerpo de Alicia o en las declaraciones tomadas a los testigos.
Los diferentes puntos de vista se completan con la utilización de un narrador omnisciente que cuenta desde Ernesto o desde la propia Inés, ampliando en este caso su discurso en primera persona. Esto de intercalar capítulos con diferentes voces configura en sí mismo un indicio extra porque el lector percibe que hay una verdad que está fragmentada, que ninguna de estas voces tiene la totalidad del conocimiento de lo que pasa y que entonces él mismo tiene que ir atando los cabos sueltos y rearmando la historia para determinar finalmente quiénes son los culpables. En este sentido, es el lector el que también actúa como un investigador privilegiado porque es el único que tiene la ventaja de escuchar la versión de todos los protagonistas. Esta pluralidad de voces nos recuerda, en cierta medida, otra novela, Rosaura a las diez de Marco Denevi.
Más allá del relato policial en sí mismo, Tuya es también un retrato de ciertas mujeres de clase media alta, lo que configura lugares comunes, estereotipos fácilmente identificables: la mujer debe casarse con un hombre que nunca le haga faltar nada (y ese “nada” remite sobre todo a lo material) y que le permita adquirir una identidad: a Inés le gusta que la llamen “la mujer de Ernesto” porque es lo que le proporciona su lugar en el mundo; sus actividades pasan por ocuparse del manejo de la casa y de la atención del marido, siempre vestida de elegante sport y con buenos accesorios. Lo importante es, ante todo, la imagen de felicidad que el matrimonio da puertas afuera, aunque en la intimidad el sexo sea escaso, los besos casi inexistentes porque “los matrimonios con el tiempo dejan de besarse”, y haya que soportar, cada tanto, las infidelidades del marido.
Todos estos mandatos anteriores son, a su vez, producto de una sociedad machista que estas mujeres alimentan y trasmiten a sus hijos. La voz de la madre de Inés es un ejemplo de este machismo femenino que es el peor: su marido la abandona y ella se hace llamar “la viuda de Lamas” solo para mostrarle a la sociedad que sigue teniendo el respaldo de un hombre; es ella también la que incita a Inés a obligar a Ernesto a casarse como sea y la que establece claramente la división de roles en un matrimonio: “porque ocuparse de los autos es una tarea de los hombres, y como decía mi mamá, el día que cambiás un cuerito, sonaste, porque ya creen que sos plomera diplomada y no agarran un destornillador ni que se esté inundando la casa”. La otra madre que perpetúa el machismo a través de su comportamiento es la de Iván, el novio de Lali. Cuando la adolescente la llama por teléfono y le pide hablar con su hijo, es ella la que le dice “…el error fue tuyo, ¿estamos de acuerdo, no?” y le exige que los deje en paz.
Un corazón dibujado con rouge, un “te quiero” y la firma “Tuya” son las evidencias que llevan a Inés a sentir que la vida que llevó hasta el presente tambalea. Para el lector, es el punto de partida de una historia atrapante, con una intriga bien armada y con un final que sorprende.

## Recepción

### Crítica
La película fue recibida con más críticas negativas que positivas. El sitio especializado TodasLasCríticas le otorga a la película una clasificación de 55 sobre 100 basado en 27 críticas. Diego Battle del diario La Nación le dio una reseña negativa diciendo: «El problema principal de 'Tuya' pasa por una puesta en escena poco fluida, (...) Edgardo González Amer, (...) construye un relato bastante desdibujado, con situaciones y elementos demasiado obvios, (...) algunas actuaciones no del todo convincentes.». A su vez Gaspar Zimerman del diario Clarín señaló que «Lo mejor de la película está ahí, en la descripción, liviana y ligeramente humorística, (...) [pero] unos cuantos detalles poco logrados le dan una pátina de vieja ficción televisiva al conjunto y le restan verosimilitud.»
Al contrario Jimena Díaz Pérez del portal EscribiendoCine alabó la película diciendo «Tuya es una película dinámica que atrapa al espectador desde el comienzo. Porque cuando parece que todo está resuelto surgen situaciones que ponen en jaque las suposiciones posibles. Además, presenta algunos toques de comedia que la convierten en un thriller llevadero.» Por su parte Ezequiel Boetti del diario Página/12 consideró que «La adaptación de la novela de Claudia Piñeiro es una suerte de híbrido entre un drama de alcoba clasista y el policial más clásico y plenamente consciente de su contexto. Pero el final simplista, apresurado y obvio tira por la borda lo construido en la hora y media anterior.»

## Personajes
Ernesto: Es un hombre de entre 40 y 50 años que está harto de su mujer y de su matrimonio, pero por mantener las apariencias no se separa. No es muy inteligente, es mentiroso y pareciese que sus impulsos sexuales lo controlasen, es decir, que piensa con su entrepierna en vez de con la cabeza. Es apuesto, simpático y tiene dinero, cualidades que le han permitido tener dos amantes. Piensa únicamente en él mismo, no le importa ni su mujer, ni su hija y ni siquiera su amante. Es una persona muy fría.
Inés: Es una mujer de entre 40 y 50 años. Es muy desconfiada, inteligente y manipuladora. Carece de escrúpulos. Idealiza a su marido, quien la decepciona en múltiples ocasiones a lo largo de la obra. Toma a su madre como un modelo a seguir, siguiendo muchas de sus ideas pero también siempre tratando de no cometer los mismos errores que ella tuvo en su matrimonio. Piensa que la mujer solo está para servir al hombre porque disfruta siendo una mantenida. 
Lali: Es una adolescente típica: tiene amigas, va a la escuela pero comete un error gigantesco, queda embarazada y por si fuera poco, su novio la deja. Tiene una relación pésima con su madre y se lleva muy bien con su padre. Está muy frustrada porque siente que el mundo estuviera en su contra. Es bonita, hábil e independiente. Sufre el constante rechazo de su madre y su padre, por más que intente, no la entiende en lo absoluto. Además le duele saber que su madre sepa que su padre le está metiendo los cuernos y que sigan como si nada.